# Albert Roussel

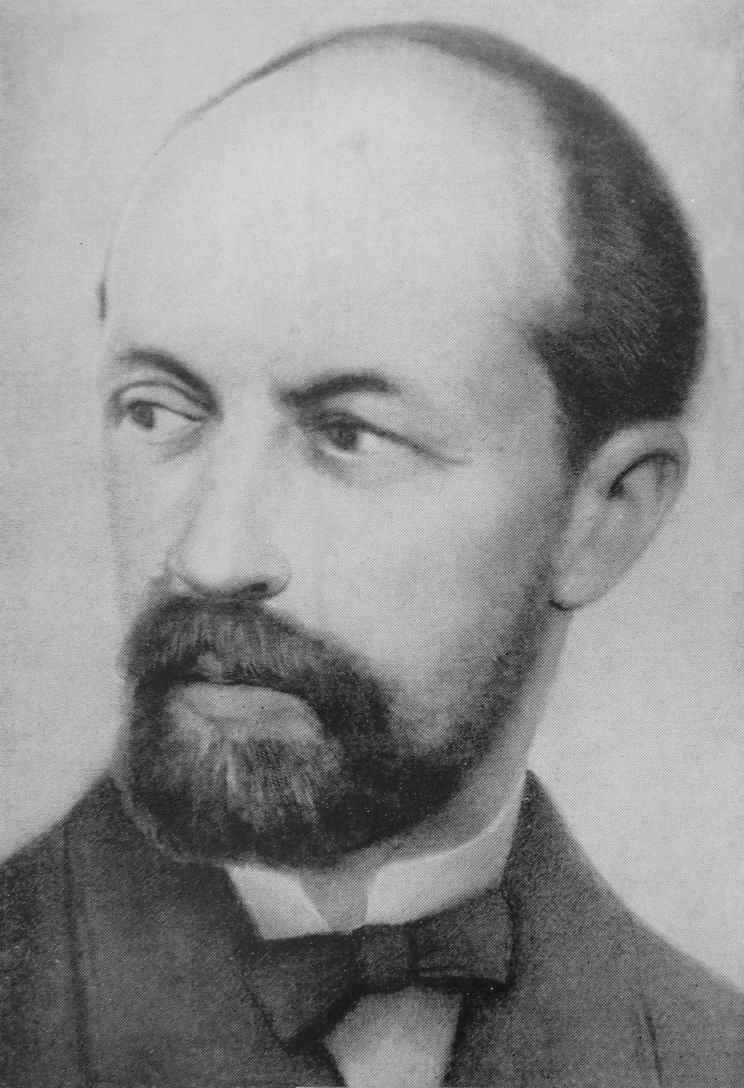
Albert Roussel (1913)

Albert Charles Paul Marie Roussel (* 5. April 1869 in Tourcoing; † 23. August 1937 in Royan) war ein französischer Komponist.

## Leben
Roussel, Sohn eines reichen Industriellen, verlor seine Eltern bereits in früher Kindheit. Er wuchs erst bei seinem Großvater, dem Bürgermeister von Tourcoing, und ab 1880 dann bei einer Tante auf. Obwohl er schon als Kind musikalische Neigungen zeigte und zwei Jahre Musikunterricht am Collège Stanislas in Paris hatte, entschied er sich für die Marine und trat 1887 als Kadett in die École Navale ein, die er 1889 als Leutnant verließ. Doch auch während seiner Marinezeit, die ihn bis in den Fernen Osten führte, behielt er sein Interesse für Musik und machte erste Kompositionsversuche.
1894 quittierte Roussel seinen Dienst und begann ein Musikstudium bei Eugène Gigout. 1898 wechselte er an die von Vincent d’Indy neu gegründete Schola Cantorum, an der er von 1902 bis 1914 eine Professur für Kontrapunkt innehatte. 1902 entstand auch sein erstes wichtiges Werk, das Klaviertrio op. 2, dem 1906 die aus einzelnen Tondichtungen entstandene erste Sinfonie Le poème de la forêt und 1908 die erste Violinsonate folgten. Diese „frühen“ Werke (der Komponist war bereits Mittdreißiger) zeigen noch deutlich die zyklische Form, die von César Franck und d’Indy propagiert wurde.
1908 heiratete Roussel Blanche Preisach und ging 1909 mit ihr auf eine lange Reise durch Indien und Südostasien. Seine dortigen Eindrücke spiegeln sich in der opulenten Orchestersuite Évocations (1910–1911) und in dem Opernballett Padmâvatî (1914–1918) wider. Sie gehören Roussels zweiter Schaffensphase an, die vom Impressionismus, vor allem dem Stil Maurice Ravels, beeinflusst ist. Impressionistisch ist auch sein beliebtestes Werk, das Ballett Le festin de l’araignée (Das Festmahl der Spinne), eine farbenreiche Erzählung von Leben und Tod in der Insektenwelt.
Obwohl aus gesundheitlichen Gründen nicht bei der Reserve, diente Roussel während des Ersten Weltkrieges nach einer Tätigkeit beim Roten Kreuz ab 1915 als Transportoffizier, bis er im Januar 1918 für dienstunfähig erklärt wurde. Er zog sich zur Erholung nach Perros-Guirec in der Bretagne zurück, beendete dort Padmâvatî und schrieb in den Jahren 1919 bis 1921 seine zweite Sinfonie. Sie galt als schwer zugänglich und wurde vom Publikum bei der Uraufführung 1922 schroff abgelehnt. Danach wandte sich Roussel in seiner dritten Schaffensphase einem leichteren, klareren Neoklassizismus zu.
1922 erwarb Roussel ein Haus in Vasterival bei Varengeville an der normannischen Küste. Trotz seiner instabilen Gesundheit war seine schöpferische Kraft ungebrochen; es entstanden nun ein Klavierkonzert (1927), zwei weitere Sinfonien (1930 und 1934), eine Sinfonietta (1934), ein Celloconcertino (1936), die Ballette Bacchus et Ariane (1930) und Aenéas (1935) sowie bedeutende Kammermusik. 1929 zu seinem sechzigsten Geburtstag wurde er in Paris mit einem großen Roussel-Festival als einer der führenden französischen Komponisten gefeiert. Trotz eines individuellen Stils verarbeitete er die neuen zeitgenössischen Strömungen in seinem Werk und wurde von den jüngeren Komponisten wie Francis Poulenc, Sergej Prokofjew und Bohuslav Martinů bewundert.
Gesundheitlich angeschlagen und erschöpft von diversen organisatorischen Tätigkeiten, suchte er im Sommer 1937 Erholung in Royan und starb dort an einem Herzschlag. Nach seinen eigenen Wünschen wurde er auf dem Friedhof von Varengeville begraben. 1950 wurde ihm postum die Ehrenmitgliedschaft der International Society for Contemporary Music ISCM gewährt.

## Werke
| - Bühnenwerke - Le marchand de sable qui passe. Bühnenmusik op. 13 (1908) - Le festin de l'araignée. Ballett-Pantomime op. 17 (1912) - Padmâvatî. Opernballett op. 18 (1914–1918; UA 1923) - La naissance de la lyre. Bühnenmusik op. 24 (1923–1924) - Bacchus et Ariane. Ballett op. 43 (1930) - Le testament de la tante Caroline. Opéra-bouffe (1932–1933; UA 1936) - Aenéas. Ballett op. 54 (1935) - Sinfonien - Le poème de la forêt (Sinfonie Nr.1) op. 7 (1904–1906) - Sinfonie Nr.2 B-Dur op. 23 (1919–1921) - Sinfonie Nr.3 g-moll op. 42 (1929–1930) - Sinfonie Nr.4 A-Dur op. 53 (1934) - weitere Orchesterwerke - Résurrection. Sinfonisches Vorspiel nach Tolstoi op. 4 (1903) - Évocations. Suite für Alt, Tenor, Bariton, Chor und Orchester op. 15 (1910–1911) - Pour une fête de printemps. Sinfonische Dichtung op. 22 (1920) - Suite F-Dur op. 33 (1926) - Konzert für kleines Orchester op. 34 (1926–1927) - Klavierkonzert G-Dur op. 36 (1927) - Kleine Suite op. 39 (1929) - A Glorious Day für Militärkapelle op. 48 (1932) - Sinfonietta für Streicher op. 52 (1934) - Rhapsodie flamande op. 56 (1936) - Concertino für Violoncello und Orchester op. 57 (1936) - Kammermusik - Klaviertrio op. 2 (1902) - Divertissement für Bläserquintett und Klavier op. 6 (1906) - Violinsonate Nr.1 d-moll op. 11 (1907–1908) - Impromptu für Harfe op. 21 (1919) - Fanfare pour un sacre païen für Blechbläser und Trommeln (1921) - Joueurs de flûte für Flöte und Klavier op. 27 (1924) - Violinsonate Nr.2 A-Dur op. 28 (1924) - Ségovia für Gitarre op. 29 (1925) - Serenade für Flöte, Violine, Viola, Cello und Harfe op. 30 (1925) - Duo für Fagott und Cello oder Kontrabass (1925) - Trio für Flöte, Viola und Violoncello op. 40 (1929) - Prélude et Fughette für Orgel op. 41 (1929) - Streichquartett D-Dur op. 45 (1931–1932) - Streichtrio op. 58 (1937) - Andante für Oboe, Klarinette und Fagott (1937) - Elpénor für Flöte und Streichquartett op. 59 | - Klavierwerke - Des heures passent op. 1 (1898) - Conte à la poupée (1904) - Rustiques op. 5 (1904–1906) - Suite fis-moll op. 14 (1909–1910) - Sonatine op. 16 (1912) - Petit canon perpetuel (1913) - Doute (1919) - L'accueil des muses (1920) - Präludium und Fuge op. 46 (1932–1934) - Trois morceaux op. 49 (1933) - Chorwerke - 2 Madrigale (1897) - Madrigal aux muses für Frauenstimmen op. 25 (1923) - Le Bardit des Francs für Männerchor, Blechbläser und Schlagzeug (1926) - Psalm LXXX für Tenor, Chor und Orchester op. 37 (1928) - Lieder - 3 frühe Lieder (um 1900) - Quatre poèmes op. 3 (1903) - Quatre poèmes op. 8 (1907) - La ménace op. 9 (1908; auch Orchesterfassung) - Flammes op. 10 (1908) - Deux poèmes chinois op. 12 (1907–1908) - Deux mélodies op. 20 (1919) - Deux poèmes de Ronsard für Gesang und Flöte op. 26 (1924) - Odes anacréontiques op. 31 (1926) - Odes anacréontiques op. 32 (1926) - - Deux poèmes chinois op. 35 (1927) - 2 Vocalises (1927–1928) - O bon vin, où as-tu crû (1928) - Jazz dans la nuit op. 38 (1928) - Deux idylles op. 44 (1931) - A Flower Given to my Daughter (1931) - Deux poèmes chinois op. 47 (1932) - Deux mélodies op. 50 (1933–1934) - Deux mélodies op. 55 (1935) |